# 花蓮渓

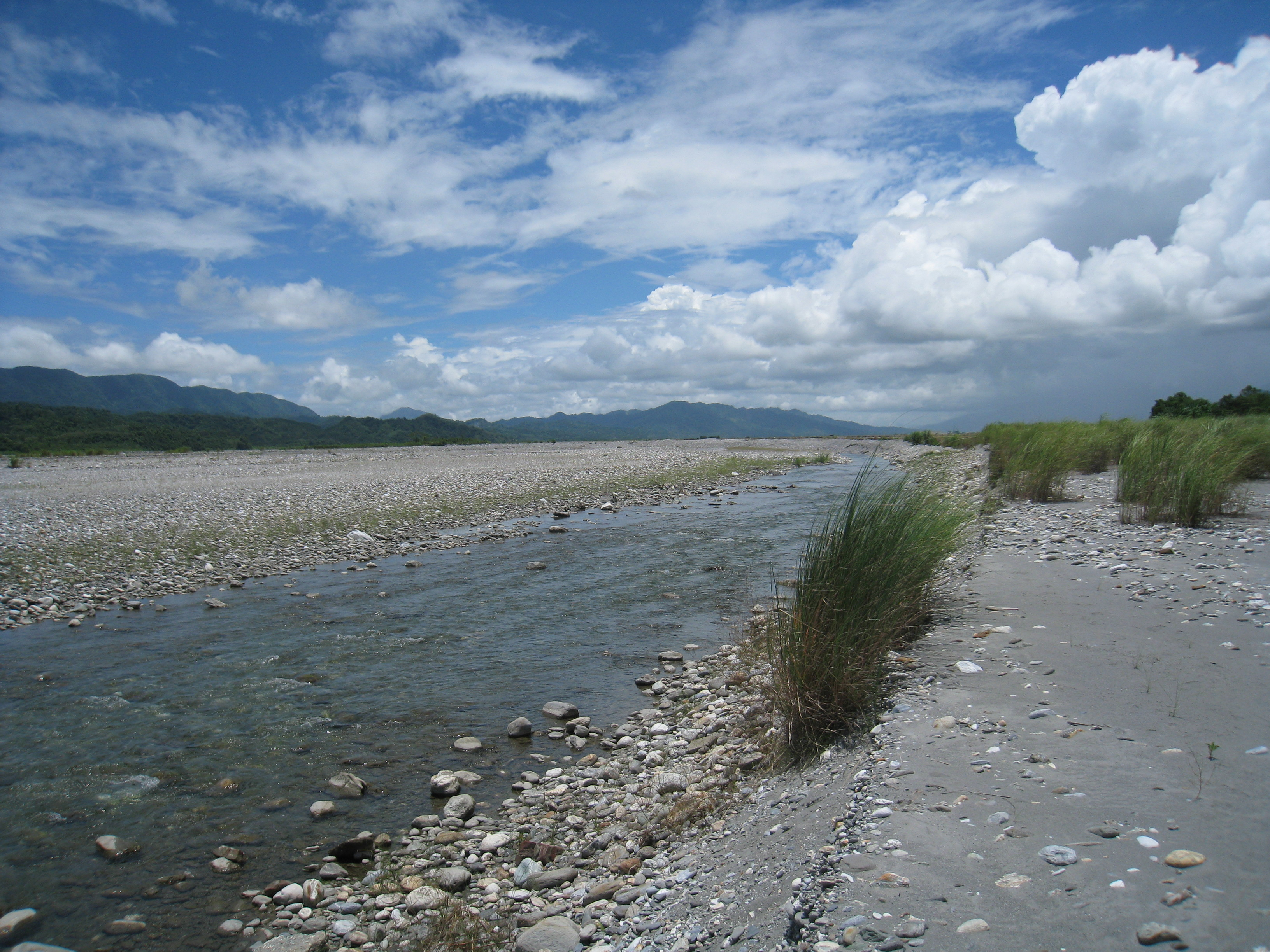
花蓮渓沿岸の光景

花蓮渓（かれん-けい）は、台湾東部を流れる河川である。

## 概要
台湾東部の河川のうち、花蓮県の主要な河川である。本流ともいえる光復渓は拔子山に源を発し、水系の中で最も長大な支流・萬里渓（萬里橋・マリバシ渓）の水源は中央山脈の白石山南麓、萬里池である。花蓮渓本流の長さは57.28km、水系としての長さは81km。流域面積1,507.09平方km、主要な支流は木瓜渓、寿豊渓、萬里渓、馬鞍渓、光復渓などである。流路は花東縦谷を東北方向に向けて流れ、海岸山脈の最北端に当たる花蓮山付近で太平洋に注ぐ。平均勾配は1:285。中流に箭瑛大橋、下流に米棧大橋が架橋されている。
なお、10万年ほど前には、花蓮渓の南側を流れる東台湾最大の水系・秀姑巒渓の瑞穂郷より上流が、そのまま花蓮渓の上流だった。しかし海岸山脈を越えて花東縦谷に侵入した秀姑巒渓に河川争奪をされ、現在の長さとなった。

## 主な支流
- 花蓮渓：花蓮県
  - 木瓜渓：吉安郷、寿豊郷、秀林郷
    - 能高清水渓（中国語版）：秀林郷
    - 巴托魯渓：秀林郷
      - 巴托蘭渓

    - 天長渓：秀林郷
      - 奇萊渓

    - 丸田渓：秀林郷
      - 檜渓

  - 荖渓：寿豊郷、秀林郷
    - 白鮑渓（中国語版）：寿豊郷、秀林郷

  - 寿豊渓（中国語版）：寿豊郷、鳳林鎮、秀林郷、万栄郷
    - 清昌渓：秀林郷
    - 怡堪渓：秀林郷、万栄郷
    - 安来渓：万栄郷

  - 清水渓：鳳林鎮、万栄郷
  - 鳳林渓：鳳林鎮、万栄郷
  - 萬里渓（中国語版）：鳳林鎮、万栄郷
    - 清水谷渓：万栄郷

  - 巴朗渓：光復郷
  - 馬鞍渓（中国語版）：鳳林鎮、光復郷、万栄郷

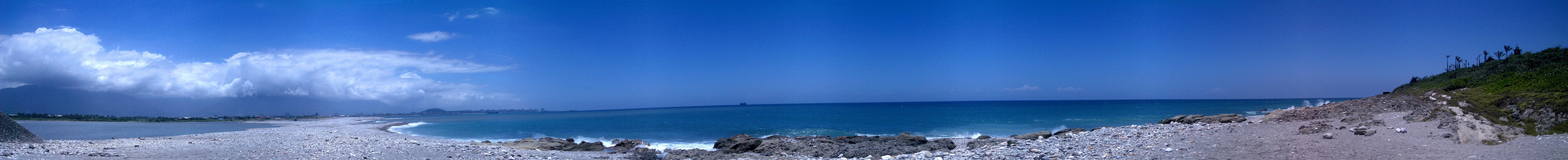
花蓮渓の河口

  - 光復渓（中国語版）：光復郷
    - 利哈岸渓：光復郷
    - 瑪達那渓：光復郷
    - 麗太渓：光復郷
    - 馬佛渓：光復郷
    - 嘉農渓：光復郷、万栄郷 
      - 河內渓：光復郷

    - 南清水渓：光復郷、万栄郷